# Setra S 140 ES
Setra S 140 ES — пригородный автобус, выпускаемый немецкой компанией Setra с 1974 по 1984 год. Вытеснен с конвейера моделью Setra S 215 UL.

## Описание
Автобус Setra S 140 ES впервые был представлен в 1974 году. Шасси и двигатель взяты у модели S140E, дизайн взят у модели S130S. Также существовал сочленённый автобус Setra SG 180.
Изначально автобус оснащался двигателем Henschel объёмом 11,94 л. С 1975 года автобус оснащался двигателями Mercedes-Benz OM 407 и MAN D 2566 MUH.
Базовая модель оснащалась механической трансмиссией ZF S6-90. Также возможны были установки трансмиссий Voith и Daimler-Benz.
В 1978 году автобус был модернизирован: вход был увеличен на одну ступеньку (было 3), высота лестниц уменьшена до 200 мм.